# Bezirk Haifa
Der Bezirk Haifa (hebräisch מְחוֹז חֵיפָה Məchōs Chejfah, arabisch مِنْطَقَةُ حَيْفَا, DMG Minṭaqa Ḥayfā), der die Stadt Haifa in Israel umgibt, ist einer der sechs Bezirke Israels. Er ist 866 Quadratkilometer groß und hat 1.092.700 Einwohner (2021). Der Bezirk besteht aus den zwei Unterbezirken Nefat Haifa und Nefat Chadera. Territorial entspricht der Bezirk im Wesentlichen dem Distrikt Haifa, einem der Distrikte der Mandatszeit. Im Südosten kamen durch das Waffenstillstandsabkommen von 1949 kleine Gebietsteile von den Distrikten Dschenin und Tulkarm dazu (nördlicher Meschullasch), entlang der Nordostgrenze zum Nordbezirk ist der Bezirk Haifa um einen Gebietsstreifen kleiner als es der Distrikt Haifa war.

## Verwaltungsgliederung
- Nefat Chadera
  - Allonah (אלונה; Regionalrat)
  - ʿArʿarah עַרְעָרָה
  - Baqa al-Gharbiyye באקה אל-גרביה
  - Basmah בַּסְמָ״ה

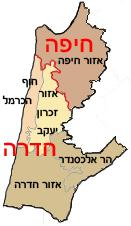
Unterbezirke und Regionen des Bezirks Haifa

  - Binjamina-Givʿat Ada בנימינה - גבעת עדה
  - Chadera (Stadt; חדרה)
  - Charisch חריש
  - Chof haKarmel (חוף הכרמל; Regionalrat)
  - Dschatt גַ׳ת
  - Dschisr az-Zarqa גִ׳סְר א-זרקא
  - Furaidis פוריידיס
  - Kafr Qara כפר קרע
  - Maʿaleh ʿEiron מעלה עירון
  - Menascheh (מועצה אזורית מנשה; Regionalrat)
  - Or Akiwa אור עקיבא
  - Pardes Channah-Karkur פרדס חנה - כרכור
  - Sichron Jaʿaqov זכרון יעקב
  - Umm al-Fahm אום אל-פאחם
- Nefat Haifa
  - Daliyat al-Karmil דליית אל-כרמל
  - Isfiya
  - Haifa (Stadt, חיפה)
  - Kirjat Ata קריית אתא
  - Kirjat Bialik קריית ביאליק
  - Kirjat Jam קריית ים
  - Kirjat Motzkin קריית מוצקין
  - Kirjat Tivʿon קריית טבעון
  - Nescher נשר
  - Rechassim רכסים
  - Sevulon (Regionalrat)
  - Tirat Carmel טירת כרמל